# Phoebe Bacon
Phoebe Bacon (Chevy Chase, 28 gennaio 2001) è una nuotatrice statunitense.

## Carriera
Specializzata nel dorso, ha vinto la medaglia d'argento nei 200m dorso ai Mondiali di Budapest 2022 dietro all'australiana Kaylee McKeown.

## Palmarès
- Mondiali

Budapest 2022: argento nei 200m dorso.
- Mondiali in vasca corta

Budapest 2024: oro nella 4x100m sl e nella 4x200m sl.
- Giochi panamericani

Lima 2019: oro nei 100m dorso e nella 4x100m misti.